# Giuseppe Federico
Giuseppe Federico, detto Pino, (Gela, 18 marzo 1964) è un politico italiano.

## Biografia
Federico ha iniziato la sua carriera politica nel comune di Gela, ricoprendo incarichi di consigliere comunale e assessore municipale.
Nel maggio 2008 è stato eletto deputato all'Assemblea regionale siciliana nella XV legislatura con il Movimento per l’Autonomia, nel collegio di Caltanissetta, ottenendo 9 378 preferenze.
Il 18 giugno successivo è diventato Presidente della provincia di Caltanissetta, sostenuto da una coalizione di centro‑destra comprendente Il Popolo della Libertà, Unione di Centro, Movimento per l’Autonomia, La Destra, la civica Sicilia Forte e Libera e i Cristiani e Liberali. Ha ricoperto la carica fino al 15 novembre 2011, dimettendosi in seguito alla sentenza della Corte Costituzionale che ha vietato la doppia carica di deputato regionale e presidente provinciale.
Nelle elezioni regionali del 28 ottobre 2012, Federico è stato rieletto all'Assemblea regionale siciliana, primo nella lista del Partito dei Siciliani–MpA nel collegio di Caltanissetta, con 4 448 preferenze.
Durante questa legislatura è stato membro della IV Commissione Ambiente e Territorio. Il 6 maggio 2015 ha aderito al gruppo di Forza Italia all'ARS.
Alle elezioni del 5 novembre 2017, candidato per Forza Italia nella circoscrizione di Caltanissetta, ha raccolto 5 437 preferenze, ma non è stato rieletto, arrivando secondo dietro Michele Mancuso, sempre di Forza Italia, che ha ottenuto l’unico seggio nel collegio provinciale.